# Sokólovo (Nóvgorod)
|  | Per a altres significats, vegeu «Sokólovo». |

Sokólovo (en rus: Соколово) és un poble de l'óblast de Nóvgorod, a Rússia, segons el cens del 2011 tenia 6 habitants.